# Portugiesische Badmintonmeisterschaft 2021
Die Portugiesische Badmintonmeisterschaft 2021 fand vom 20. bis zum 21. November 2021 in Caldas da Rainha statt. Es war die 64. Austragung der nationalen Titelkämpfe in Portugal.

## Medaillengewinner
| Disziplin    | Gold                                       | Silber                                          | Bronze                                             |
| ------------ | ------------------------------------------ | ----------------------------------------------- | -------------------------------------------------- |
| Herreneinzel | Bernardo Atilano                           | David Silva                                     | Kevin Camacho Selvarajah                           |
| Herreneinzel | Bernardo Atilano                           | David Silva                                     | Bruno Carvalho                                     |
| Dameneinzel  | Adriana F. Gonçalves                       | Sónia Gonçalves                                 | Madalena Fortunato                                 |
| Dameneinzel  | Adriana F. Gonçalves                       | Sónia Gonçalves                                 | Mariana Sousa Paiva                                |
| Herrendoppel | Tomás Nero Bruno Carvalho                  | Duarte Nuno Anjo Ângelo Rosa da Silva           | Daniel Carvalho Mendes Marco João Jorge            |
| Herrendoppel | Tomás Nero Bruno Carvalho                  | Duarte Nuno Anjo Ângelo Rosa da Silva           | Diogo Marreiros Glória Tomás Nobre Coelho          |
| Damendoppel  | Adriana F. Gonçalves Sónia Cunha Gonçalves | Ana Amélio Fernandes Mariana Chang              | Catarina Correia Cristina Joana Diegues Lopes      |
| Damendoppel  | Adriana F. Gonçalves Sónia Cunha Gonçalves | Ana Amélio Fernandes Mariana Chang              | Mariana Pinto Leite Mariana Sousa Paiva            |
| Mixed        | Tomás Nero Beatriz Silva Roberto           | Fernando Rocha da Silva Helena Figueira Pestana | Rodrigo Barbosa de Almeida Mariana Gonçalves Neves |
| Mixed        | Tomás Nero Beatriz Silva Roberto           | Fernando Rocha da Silva Helena Figueira Pestana | David Silva Marta Andrade E. Sousa                 |